# Broussonetia papyrifera
Il gelso da carta (Broussonetia papyrifera (L.) Vent., 1799) è un albero appartenente alla famiglia delle Moracee.
Di origine orientale, fu introdotto in Europa verso la metà del XVIII secolo come pianta ornamentale. Venne usata per creare il primo tipo di carta da Cai Lun.

## Descrizione
Foglie6-12 x 10–20 cm, ovate, decidue, intere cuoriformi o trilobate, alterne, situate all'apice dei rami, con margine dentellato, di colore grigio-verde e ruvide sulla pagina superiore, bianco tomentose sulla pagina inferiore, con tre nervature principali.
Fioripianta dioica, le infiorescenze maschili sono raggruppate in amenti cilindrici, quelle femminili in capolini a forma sferica, di colore bianco crema, la fioritura avviene tra maggio e giugno.
Fruttila pianta produce delle infruttescenze sferiche, carnose,  di circa 2 cm di diametro, di colore rosso-arancio, commestibili, di sapore dolce. Ogni infruttescenza è un insieme di drupe originate dai diversi fiori dell'infiorescenza e che restano unite dopo la fecondazione.
Portamentochioma espansa, può raggiungere 10–15 m di altezza.
Cortecciagrigio chiara, con screpolature superficiali longitudinali che scoprono lo strato sottostante di colore bruno-rosaceo.

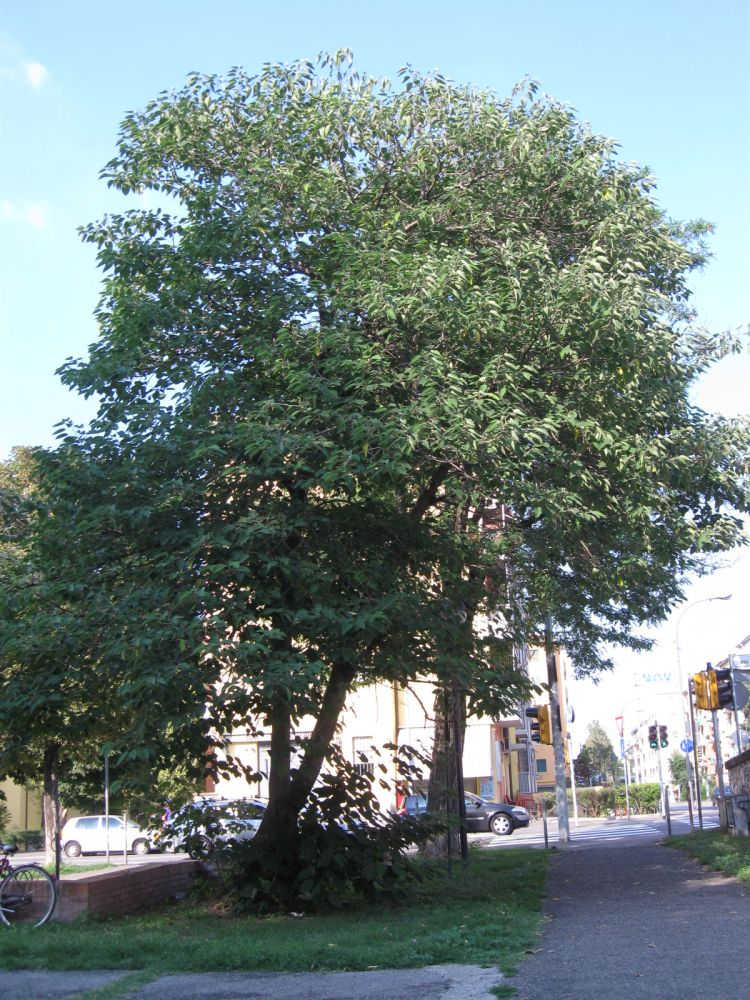
Esemplare con polloni alla base
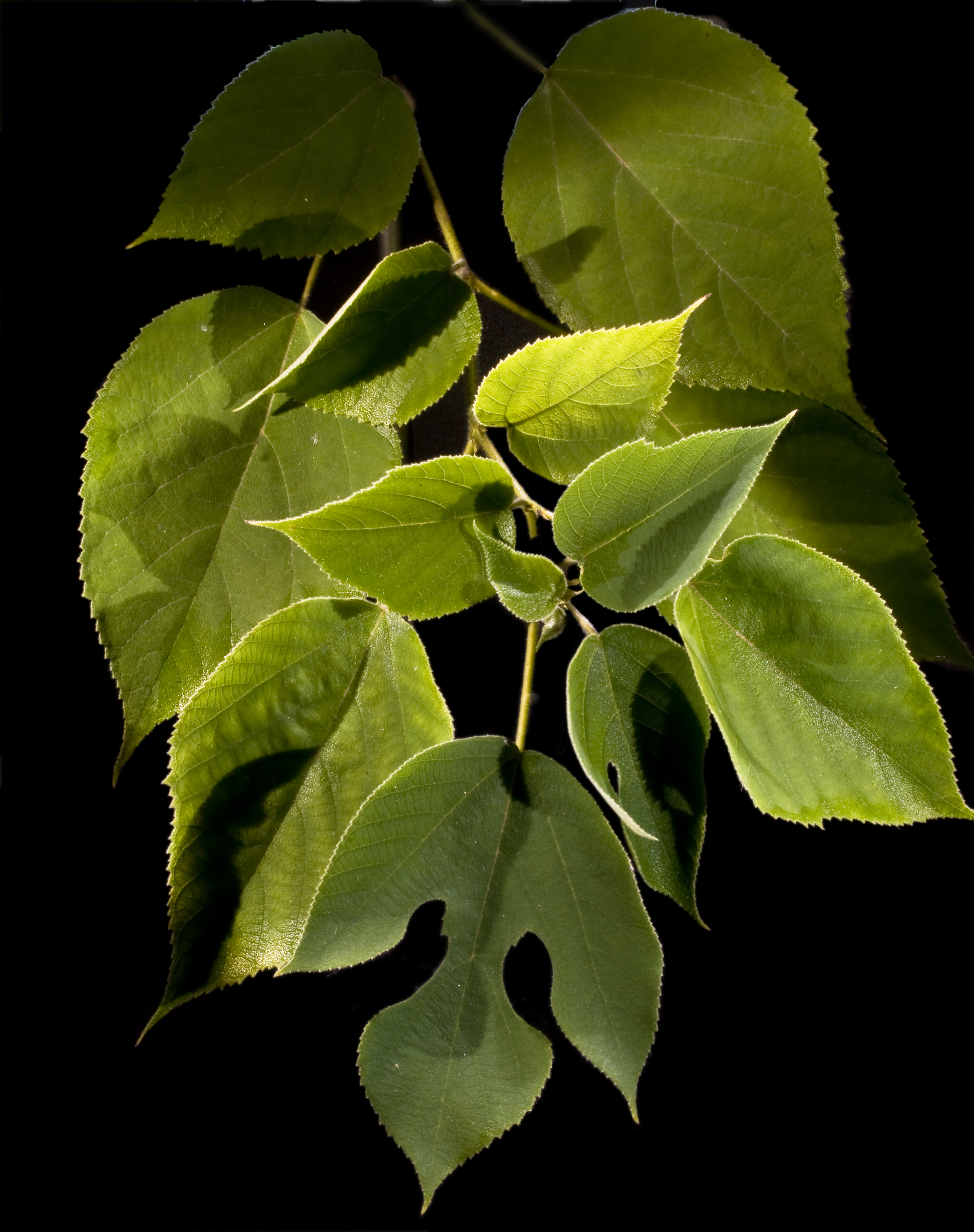
Foglie
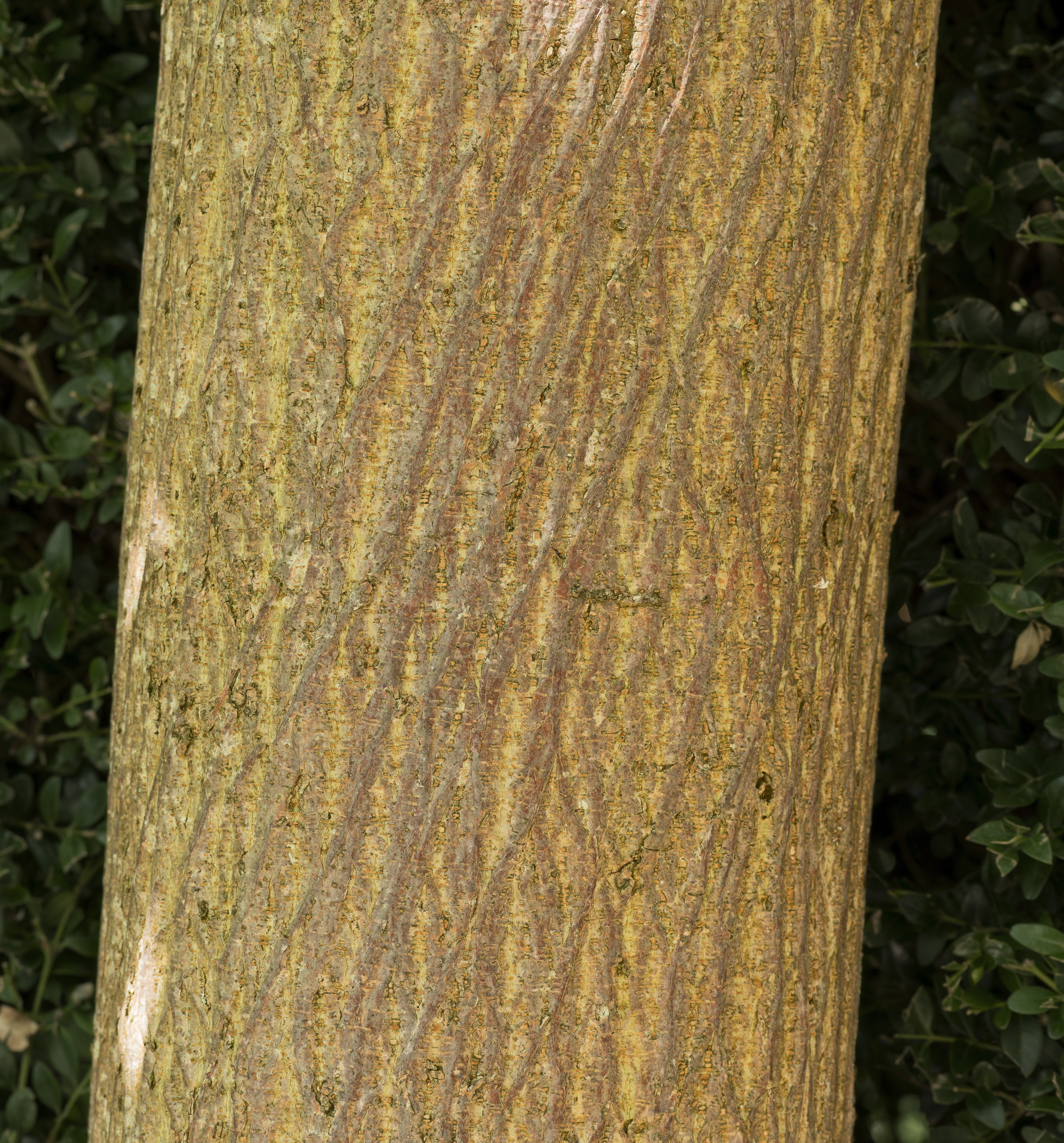
Corteccia di esemplare maturo
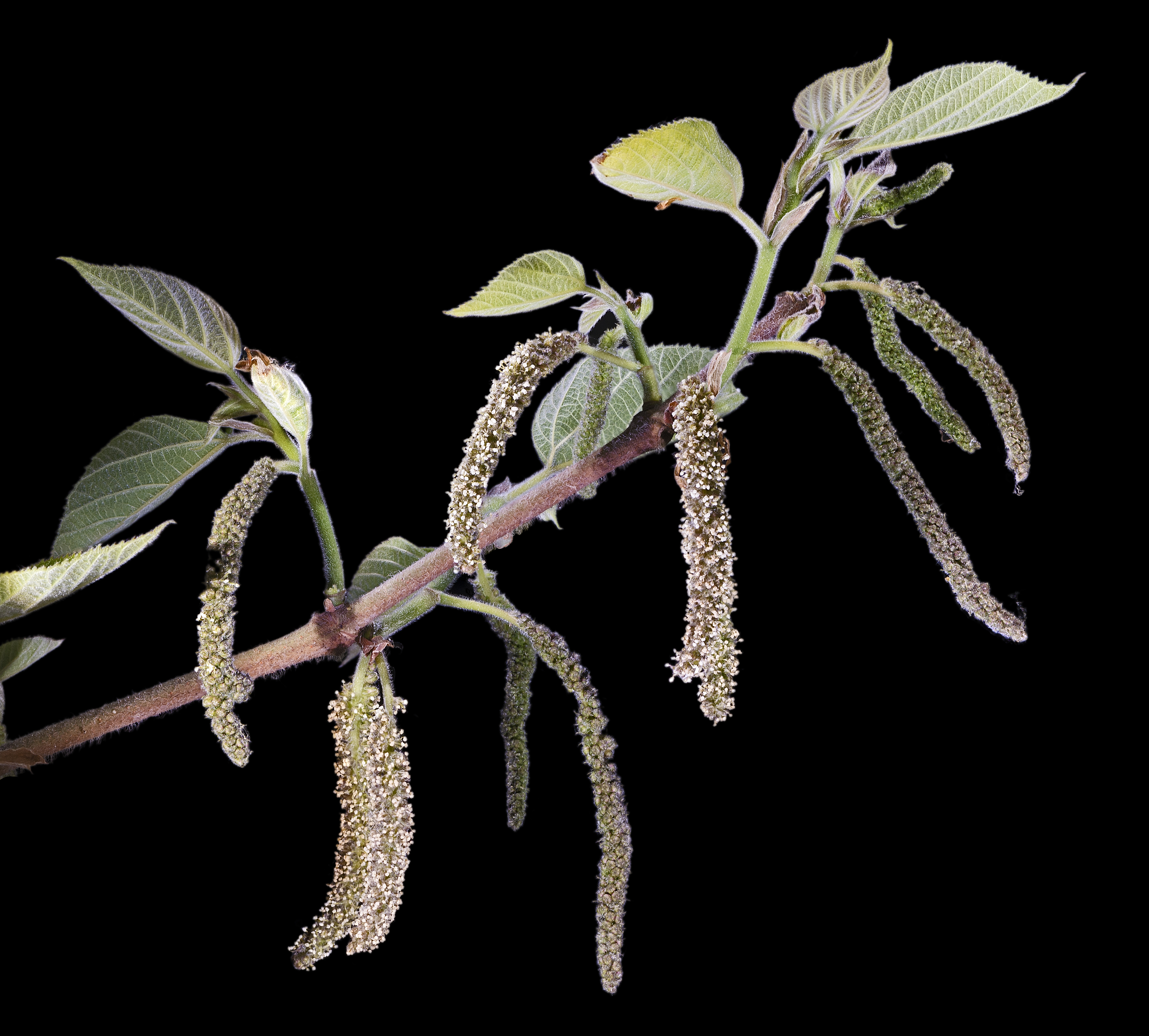
I fiori maschili.
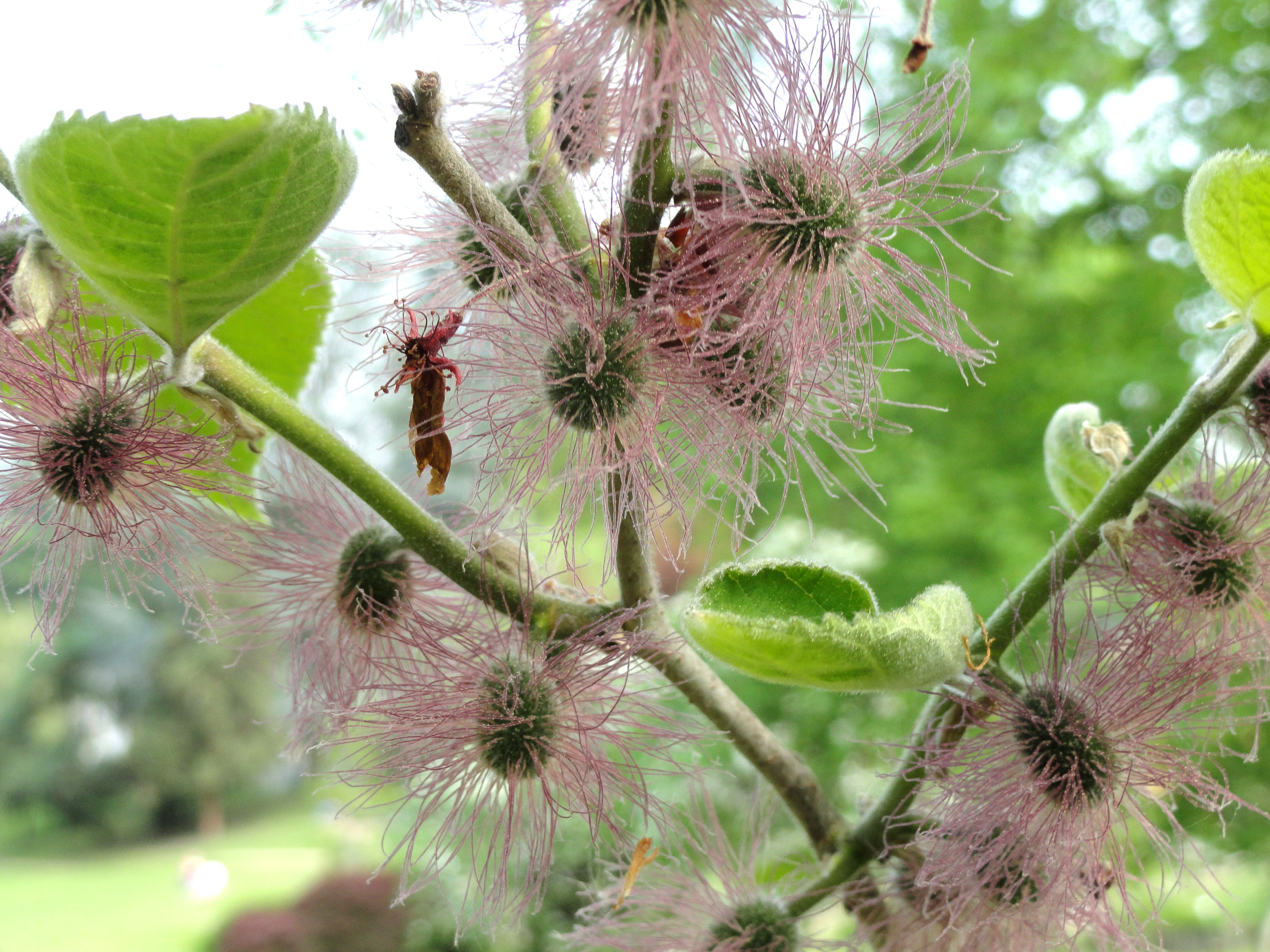
Fiore femminile.
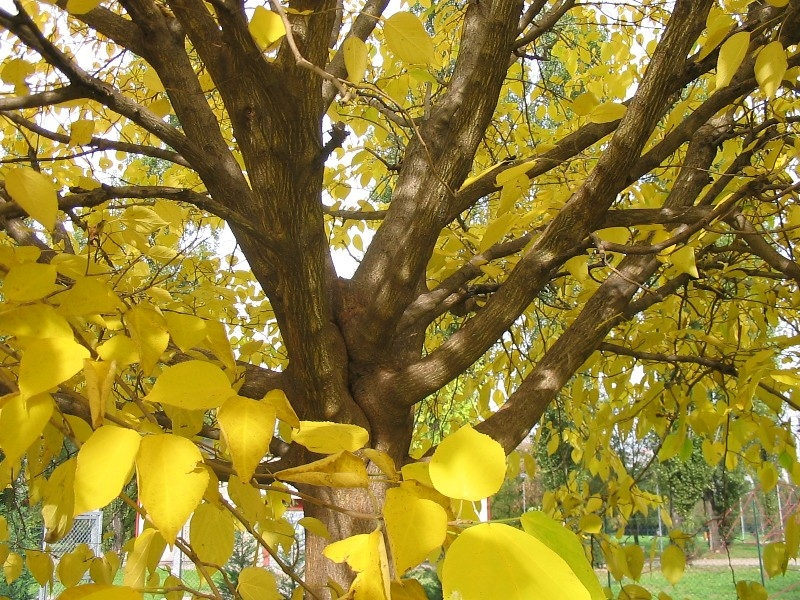
Foglie nel periodo autunnale

## Distribuzione e habitat
La specie è diffusa dall'India, attraverso il sud-est asiatico sino alla Cina e alla Corea.
È una pianta rustica, indifferente al substrato, sopporta il freddo e posizioni scarsamente luminose.

## Usi
In Oriente la corteccia macerata veniva utilizzata nella produzione della carta; in Giappone le sue fibre vengono utilizzate per la produzione della carta Tengujo.
Nelle isole del Pacifico viene utilizzata per la produzione della tapa, simile ad un tessuto, utilizzata per abiti e pannelli.
Per la ricchezza di polloni, il rapido attecchimento e la sua rusticità viene usata per stabilizzare terreni mobili e franosi.